# Jón Jónsson Aðils
Jón Jónsson Aðils, född den 25 april 1869 på Mýrarhús vid Reykjavik, död den 5 juli 1920 i Köpenhamn, var en isländsk historiker.
Jón Jónsson (efternamnet Aðils tog han först 1917) blev student från Reykjaviks latinskola 1889, filosofie kandidat vid Köpenhamns universitet 1890, biträdande lärare vid Vallekilde folkhögskola i Danmark 1892-93 och 1895-96, isländsk alltingsstipendiat för historiska forskningar från 1897, sedan 1901 med skyldighet att i föreläsningar och tryckta arbeten ge populära skildringar ur Islands historia, 1906 utnämnd till underbibliotekarie vid landsbiblioteket i Reykjavik. 
Jón Jónsson blev 1911 docent i historia vid Islands universitet och 1919, samtidigt med att han graduerades till filosofie doktor, professor. Hans doktorsavhandling, Einokunar verzlun Dana á Islandi 1602-1787, var en utförlig undersökning om danska monopolhandeln på Island. Bland övriga arbeten märks Íslenzkt Þjoðerni (Isländsk nationalitet, 1903) och Gullöld Íslendinga (Islänningarnas guldålder), livfullt och elegant skrivna och med gediget innehåll. 